# Triaenonyx
Triaenonyx is een geslacht van hooiwagens uit de familie Triaenonychidae.
De wetenschappelijke naam Triaenonyx is voor het eerst geldig gepubliceerd door Sørensen, in L.Koch in 1886. 

## Soorten
Triaenonyx omvat de volgende 7 soorten:
- Triaenonyx arrogans
- Triaenonyx chilensis
- Triaenonyx corralensis
- Triaenonyx dispersus
- Triaenonyx parva
- Triaenonyx rapax
- Triaenonyx valdiviensis